# Димитрије Младеновић Гага
Димитрије Младеновић Гага (1886 – 1965), познатији као Мита Гага, био је пиротски трговац и индустријалац, сенатор и посланик у предратној Краљевини Југославији, један од оснивача фабрике Тигар и хидроцентрале Темац.

## Биографија
Димитрије Младеновић Гага рођен је 1886. године у познатој и имућној трговачкој породици из Топлог Дола. Његов деда Коста Младеновић Гага такође је био чувени трговац, а на скупштинским изборима почетком 1893. године изабран је као један од посланика из пиротског округа са листе Либералне странке. Димитрије је био ожењен Младеном Митић (Топли До, 1881 – Београд, 1959) са којом је имао петоро деце: сина Најдана и ћерке Виду, Јелену, Надежду и Веру. За време Првог светског рата као добротвор купио је камион који је уступио војсци за снабдевање. Иначе, и сам је био учесник рата, на Солунском фронту служио је у коњици с чином поднаредника, где га је лично посетио регент Александар Карађорђевић.
Почетком тридесетих година 20. века међу богатим пиротским трговцима родила се идеја о изградњи фабрике гумених производа. Тако је формирана предузетничка група чији су најзначајнији чланови били Димитрије Младеновић Гага и браћа Цекић. Већ крајем 1934. године Индустријска комора Београд издала им је дозволу за отварање индустријске радионице под називом Индустријска радионица Тигар - Димитрије Младеновић Гага и комп. Будући да је овом дозволом била забрањена производња обуће од гуме, уложена је жалба након чега је новом дозволом 1937. године одобрена производња свих врста гумене обуће.
Почетак индустријализације у Пироту није прошао без карактеристичног, нехуманог односа према радницима. Због тога су радници Тигра већ крајем 1936. организовали штрајк тражећи боље услове рада, осмочасовно радно време, да се човечније поступа са запосленима, да се прекине са злоупотребом пробног рада итд.
Отварање индустријских погона и радионица у Пироту условило је повећане потребе за електричном енергијом, које постојећа термоелектрана није могла да задовољи. Да би фабрика успешно наставила да се развија, Димитрије Младеновић Гага и браћа Цекић одлучили су да саграде хидроелектрану у кањону реке Темштице, пар километара узводно од Темачког манастира, те да се струја далеководом транспортује до погона Тигра. Након прибављања неопходних дозвола, радови на изградњи бране и машинске хале отпочели су септембра 1939. године, да би наредне јесени, септембра 1940, хидроелектрана Темац званично почела са производњом електричне енергије.
Димитрије Младеновић Гага убрајао се и међу најуспешније Пироћанце у области трговине стоком и сточним производима. Сваке године извозио је неколико хиљада грла стоке за Грчку, а држао је и неколико млекара у пиротским селима и основао једну од највећих фирми за извоз пиротског качкаваља. Чувени сир посредством његове компаније доспевао је тридесетих година 20. века до Грчке, Египта, Палестине, Енглеске, Француске и Америке.

## Политичка каријера
На изборима 5. маја 1935. године Димитрије Младеновић Гага наступио је као посланички кандидат на Владиној листи др Богољуба Јевтића. То су уједно били први демократски избори по укидању шестојануарске диктатуре у Краљевини Југославији. Његов политички противник, др Драгољуб Јовановић, кандидовао се испред Земљорадничке странке која је на изборе изашла на листи Удружене опозиције др Влатка Мачека. Предизборна кампања у пиротском крају била је обележена великим ривалством између присталица др Драгољуба Јовановића – Драгољубоваца и оних који су били на страни Мите Гаге. Након честих вербалних, па чак и физичких конфликата, Драгољубовци су истицали да народ у већини подржава Земљорадничку странку, насупрот Димитрију Младеновићу Гаги који бирачко тело поткупљује давањем опанака гласачима. На овим изборима убедљиву победу у нишавском срезу однео је др  Драгољуб Јовановић, освојивши готово троструко већи број гласова од Мите Гаге.
На следећим изборима децембра 1938, Димитрије Младеновић Гага поново се кандидовао на Владиној листи коју је предводио Милан Стојадиновић, оснивач Југословенске радикалне заједнице и председник Владе. У околностима знатно слабије подршке Удруженој опозицији, за Миту Гагу овог пута изјаснило се убедљиво највише гласача нишавског среза.
Након немачког напада на Краљевину Југославију 6. априла 1941. године и уласка немачке војске у Пирот из правца Бугарске, Димитрије Младеновић Гага као дугогодишњи сенатор, посланик и човек са великим ауторитетом бива именован за председника општине. Међутим, његов мандат није дуго потрајао, будући да су Немци убрзо Пирот препустили Бугарима, који су у граду формирали своју окупациону управу. Током окупације, породица Мите Гаге настојала је да помогне народу својим донацијама, те слањем пакета заробљеницима. Како није показивао послушност Бугарима, Младеновић је најпре послат у Грчку, а касније у Бугарску у ратни логор. По повратку у Пирот, од стране нових власти оптужен је за сарадњу са окупатором током рата. У, по свој прилици, монтираном и политички мотивисаном поступку, проглашен је кривим и осуђен на смртну казну, која је потом после жалбе преиначена у затворску казну од десет година. Пресуда је подразумевала и конфискацију имовине, чиме је његов удео у власништву над Тигром и хидроелектраном Темац прешао у руке државе. Према доступним подацима, Димитрије Младеновић Гага изашао је из затвора у Сремској Митровици 1950. године. Умро је 1965. у Пироту у 79. години живота. На захтев његовог унука Божидара Божовића из Ниша, Младеновић је решењем Окружног суда у Нишу 2007. године рехабилитован. Одлуком локалног парламента 2015. године, Димитрије Младеновић Гага постхумно је одликован признањем заслужног грађанина Пирота.

## Галерија
- Група пиротских занатлија у Тигру, 1936.
- Тигрова реклама у листу „Време” 1937.
- Хидроелектрана Темац, 1940.
- Хидроцентрала Темац, чланак у листу „Време” 1940.
- Чланак о свадби Најдана Младеновића у листу „Време” 1937.